# Kent Sänd
Kent Sänd, född 18 maj 1941 i Engelbrekts församling i Stockholm, död 19 september 2005 i Sävsjö församling i Jönköpings län, var en svensk samhällsdebattör. Han var yngre halvbror till Bengt Sändh. 
Sänd, som var utvecklingschef för ett tobaksföretag, grundade 2004 Samhällets styvbarn, som är en förening för barnhems- och fosterbarn. Han blev bland annat intervjuad av SVT:s Dokument inifrån om sin svåra uppväxt på Vidkärrs barnhem i Göteborg. Några veckor därefter begick Sänd självmord efter att först ha försökt döda sin hustru.
Han gav ut boken Sago- sång och målarbok (2001) tillsammans med Anders Petson.